# Бродяжничество
Бродяжничество — состояние человека, живущего в материальной бедности, скитающегося с места на место, не имеющего жилья, постоянной работы или другого законного источника дохода (средств к существованию). В русскоязычной социологической и юридической литературе бродяжничество обычно определяется как систематическое перемещение лица, не имеющего постоянного места жительства, из одной местности в другую (или в пределах одной местности), с существованием при этом на нетрудовые доходы.
Отношение закона к бродяжничеству различалось в разных странах и в разные времена. Оно могло считаться уголовным преступлением, мелким правонарушением или же просто асоциальным явлением, которое способствует вовлечению в преступную деятельность, но само по себе нарушением закона не является. Различались и юридические определения этого понятия, признаки, по которым человека можно было отнести к бродягам.
Особенно суровыми законами против бродяг и нищих отличилась Великобритания, где запрет на бродяжничество и попрошайничество сохраняется до сих пор. Законы о бродяжничестве в США были частично отменены как противоречащие Конституции, частично продолжают действовать. Человек, имеющий законный источник дохода, в США не считается бродягой, даже если он/она не имеет дома и постоянно перемещается с места на место. Уголовная ответственность за бродяжничество сохранилась и в Канаде, где оно так же рассматривается как существование на доходы от преступной деятельности или азартных игр, а не как постоянное странствование.

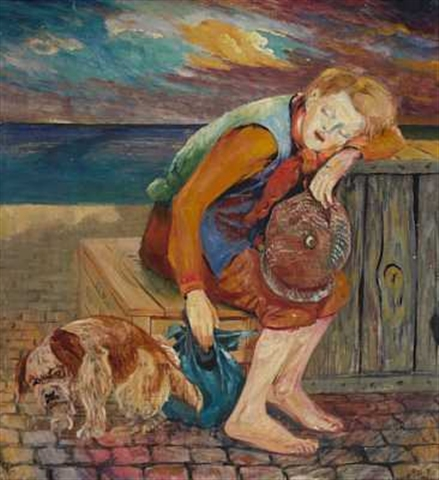
Аксель Вальдемар Джохансен «Бродяга с собакой» (1910)

## История
Странствующие бродяги были известны ещё в Древней Руси. Бродяжничество исторически было связано с религиозной жизнью. Нищих, юродивых, странников считали божьими людьми и без подаяния не оставляли. С разрушением общинных основ на рубеже XV—XVI веков наблюдалось массовое появление странников, так называемых «калик перехожих». Странники разрывали связи с родственниками, близкими и соседями. Крепостное право породило новый виток бездомных бродяг, укрывавшихся от помещичьего гнёта. Уже в XVI—XVII веках отношение к нищим начинает меняться. Стоглавый собор различает нищих, о которых стоит заботиться, и таких, которым следует найти себе работу. В царствование Петра I был сделан решительный шаг в деле уничтожения нищенства и попрошайничества. Однако указы о запрещении нищенства имели временное значение. Нищие на короткое время затаивались, но сам порок не искоренялся. Кроме того, осталось традиционное нищелюбие населения, с которым было невозможно бороться одними указами. Крестьяне не отказывали в ночлеге нищему и прохожему, кормили их, помогали погорельцам. Помощь нищим входила в число культурных стереотипов. На подачу милостыни народ смотрел как на богоугодное дело. Кроме того, все понимали, что они сами могли испытать нужду. Нищие и бродяги придумывали различные самоназвания: «праздное сословие», «нищая братия», «босая команда», «золотая рота», «нищеброды», «работнички рукопротяжной фабрики», «казанские сироты».
В сказках средневековой Европы попрошайки насылали проклятие на того, кто оскорбит их или будет скуп на милостыню. Ведьмы тоже могли попрошайничать, клянчить «молоко, дрожжи, спиртное и мясо» в Англии. В некоторых странах Восточной Азии бродягам до сих пор приписывают обладание мистическими силами, уважают и боятся их.

## Бродяжничество в законодательстве Германии
По Уголовному кодексу Германии 1871 г. (§ 361 des Strafgesetzbuches von 1871), бродяжничество было одним из оснований для принудительного помещения в работный дом.
Во времена Веймарской республики закон против бродяжничества был смягчён. Но после прихода к власти нацистов он был ужесточён вновь; бродяжничество, наряду с нищенством, проституцией и «уклонением от работы» (нем. arbeitsscheu) стало рассматриваться как «асоциальное поведение» и наказывалось отправкой в концлагерь.

## Бродяжничество в законодательстве Великобритании
В XVI и XVII веках в Англии, бродягой считался человек, который может работать, но предпочёл не заниматься трудом (или не мог найти себе работу, бродил в поисках работы), или тот, кто жил попрошайничеством. Бродяжничество было противозаконным и наказывалось клеймением, поркой, забором в солдаты, ссылкой на каторгу в колонии. Бродяги отличались от «немощных бедных» (impotent poor) — тех, кто не мог обеспечивать себя в силу престарелого возраста или болезни. Тем не менее, обычно английский закон не проводил различия между «немощными бедными» и преступниками, и те и другие получали одинаково суровые наказания. «Закон о бедных» (English Poor Laws) действовал в Англии и Уэльсе с XVI века и до установления «государства всеобщего благосостояния» в XX веке.

## Бродяжничество в законодательстве России

### В царской России
В Российской империи юридический термин «бродяжничество» имел несколько иное значение, чем соответствующие ему выражения (Vagabondage (фр.), Landstreicherei (нем.)) в Западной Европе. Например, в Германии бродяжничеством признается бесцельный, обратившийся в привычку переход из одного места в другое, при неимении средств к жизни и нежелании приобретать их собственным трудом.
Российское же законодательство признало бродягами как проживающих где-либо, так и переходящих или переезжающих из места в место без ведома властей и соответствующих видов на жительство, и при том не желающих или не могущих доказать настоящее своё состояние или звание. Мотивы неуказания значения не имели; даже если человек действительно не знал или не помнил своего истинного состояния и родства, он мог быть наказан за бродяжничество. Однако не имеющий установленного паспорта, но могущий другими путями доказать своё состояние или звание, мог подвергнуться наказанию лишь как беспаспортный, а не как бродяга.
Закон Российской Империи также признавал бродягами иностранцев, дважды высланных за границу с запретом на повторный въезд в страну, но в нарушение этого запрета вновь оказавшихся в России — даже если они постоянно проживали на одном месте и могли подтвердить своё звание и состояние.
Согласно Уложению о наказаниях уголовных и исправительных, бродяга, называющий себя не помнящим родства или же под иным каким-либо предлогом упорно отказывающийся объявить о своём состоянии или звании и постоянном месте жительства, или давший при допросе ложное показание, присуждался к отдаче в исправительные арестантские отделения на четыре года, после чего, а равно и в случае негодности к работам в арестантских отделениях, ссылался в сибирские или другие отдалённые губернии, по усмотрению министерства внутренних дел. Женщины заключались в тюрьму на тот же срок, а потом отправлялись на водворение в Сибирь. Сверх этого наказания, за ложное показание о своём состоянии, звании и месте жительства бродяги подвергались ещё наказанию розгами от 30—40 ударов. Бродяги обоего пола, оказавшиеся глухими, слепыми, немыми, или из-за совершенной дряхлости вовсе не способными к следованию в Сибирь, отдавались в приказы общественного призрения или заменяющие их учреждения; но губернские начальства обязаны были стараться открыть их истинное происхождение, и в случае, если люди эти окажутся принадлежащими к городским или сельским обществам, возвращать их туда за счёт тех обществ.
Законом 1861 г. применение наказания за бродяжничество было обусловлено достижением 17-летнего возраста. Что касается подсудности дел о бродягах, то, по Уставу уголовного судопроизводства, дела о бродягах, называющих себя не помнящими родства или сделавших ложные показания о звании своём и состоянии, были подсудны окружному суду без участия присяжных заседателей. Бродяги подлежали суду там, где были пойманы; но называющиеся чужими именами и пересланные в те места, из коих они показали себя бежавшими или вышедшими, в случае доказанной лживости показаний их, не возвращались в место первоначального задержания, а предавались следствию и суду в том месте, в которое препровождены.

### В РСФСР
Большая советская энциклопедия определяла бродяжничество как социальное явление, свойственное капиталистическому обществу:
Бродяжничество, в эксплуататорских государствах социальное явление, порождаемое необеспеченностью и неустойчивостью существования трудящихся. Выражается в постоянном перемещении человека с места на место, в бездомном образе жизни, в существовании за счёт подаяний и т. п. При эксплуататорском строе лица, вынужденные заниматься бродяжничеством, самим обществом лишены возможности участвовать в производительном труде.
В Уголовном кодексе РСФСР, вступившем в силу с 1 января 1961 г., было предусмотрено за систематическое занятие бродяжничеством (после двух административных предупреждений) наказание до двух лет лишения свободы (статья 209).
Это положение действовало до 5 декабря 1991 года, после чего ст. 209 УК РСФСР была отменена, и бродяжничество перестало быть преступлением.

### В современной России
В настоящее время в Российской Федерации бродяжничество декриминализировано, то есть больше не считается ни уголовным преступлением, ни административным правонарушением.
Существует уголовная ответственность за вовлечение несовершеннолетнего в занятие бродяжничеством или попрошайничеством (ст. 151 УК РФ «Вовлечение несовершеннолетнего в совершение антиобщественных действий»). Но она не распространяется на случаи вовлечения несовершеннолетнего в занятие бродяжничеством, если это деяние совершено родителем несовершеннолетнего вследствие стечения тяжелых жизненных обстоятельств, вызванных утратой источника средств существования или отсутствием места жительства.
По ныне действующему законодательству, «российское государство не связано обязанностью во всех случаях обеспечивать граждан жилыми помещениями, что подтвердил даже КС РФ. Если прочитать внимательно статью 40 Конституции РФ, то становится понятно, что органы государства, конечно, создают условия и поощряют жилищное строительство, но никакой семье и ни одному человеку собственное жилище хоть когда-нибудь в жизни не обещается. Доступное жильё для малоимущих предоставляется, конечно, из имеющихся фондов и в пределах нормы. Давать достаточный заработок для оплаты аренды жилья никто никому не должен. Да и вообще возможность законно быть хотя бы в одном жилом помещении не гарантируется, строго говоря. Потому представляется вполне логичным, что если государство не обещает предоставить каждому гражданину жилище и работу (или другой законный и социально приемлемый источник средств к существованию), то и не наказывает за отсутствие первого или второго».

Борис Страшун, профессор Московской государственной юридической академии: 
Прежде всего надо определить, кто такие бездомные, бомжи, установить, что считается бродяжничеством… Закон должен содержать очень точные дефиниции.
Но этот законопроект, внесённый в 2007 году, так и не был принят.

## Бродяжничество в законодательстве Канады
Согласно статье 179 Уголовного кодекса Канады (en:Criminal Code of Canada), бродяга — это тот, кто «обеспечивает себя, полностью или частично, с помощью [азартной] игры или преступления и [при этом] не имеет законной профессии (рода занятий) или попрошайничает». Также бродягой считают того, кто когда-либо совершил преступление, связанное с сексуальными домогательствами, грубым обращением, изнасилованием, развратными действиями, растлением малолетних— и после этого был обнаружен праздношатающимся на (либо около) территории школы, детской игровой площадки, общественного парка или места для купания. То есть систематическое перемещение из одного места в другое, а также отсутствие «цивильного» жилища или нежелание в нём жить— не считаются признаками бродяжничества.
Бродяжничество в Канаде признаётся одним из преступлений небольшой тяжести (en:Summary offence), за которые максимальное наказание ( (англ.) ст.787 Архивная копия от 6 января 2011 на Wayback Machine УК Канады)— 6 месяцев тюремного заключения и(или) штраф 5000 канадских долларов.

## Бродяжничество в законодательстве США

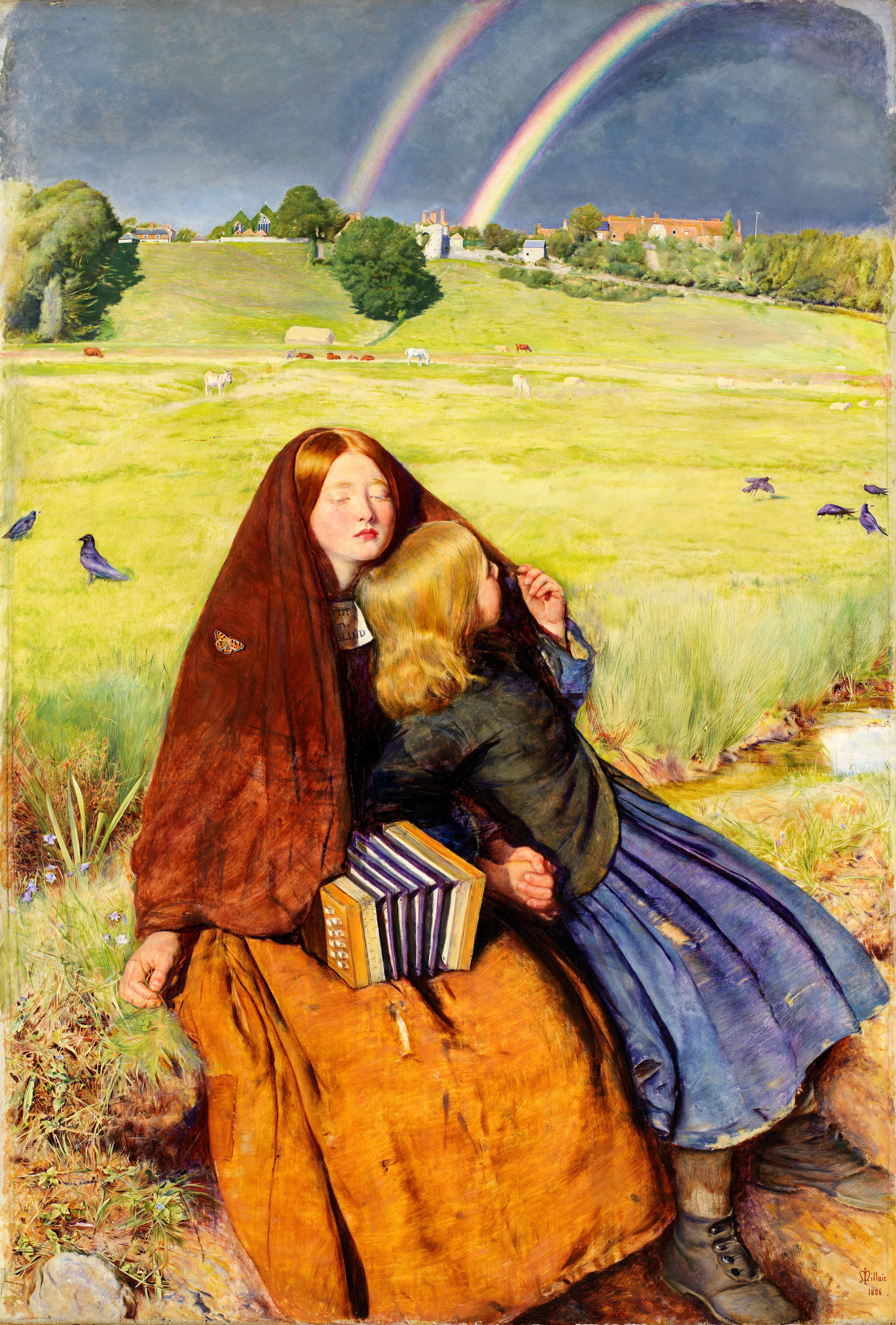
Джон Эверетт Миллес «Слепая девочка»: бродячие музыканты

В колониальной Америке, если странствующий человек приходил в город и не находил себе работу, ему или ей указывали покинуть город либо понести наказание. В США законы о бродяжничестве были нечёткими и покрывали большой спектр деяний и преступлений, связываемых с бродягами, такие как проституция, праздношатание, пьянство, а также связь с известными преступниками. По тогдашним законам о бродяжничестве, полиция арестовывала тысячи людей, которые подозревались в преступлении, но не совершали его. Со временем, наказание за это было изменено на штраф или несколько месяцев тюрьмы.
После Войны Севера и Юга, на Юге были приняты «Чёрные кодексы» — законы для контроля над освобождёнными рабами. Законы о бродяжничестве были включены в эти кодексы. Бездомные безработные чёрные американцы должны были быть арестованы и оштрафованы как бродяги. Обычно эти люди были не в состоянии уплатить штраф, а потому ссылались на государственную работу или нанимались к частному работодателю.
В 1960-х годах, законы о бродяжничестве были признаны слишком широкими и нечёткими в формулировках, а также нарушающими правовые гарантии, установленные 14-й поправкой к Конституции: при таких законах граждане просто не знали, какое именно поведение является незаконным. Полиция имела слишком большие полномочия, решая, кого арестовывать, а кого нет. Законы о бродяжничестве больше не могли нарушать свободу слова, когда, например, полиция использовала их против политических демонстрантов или «непопулярных» групп людей. Законы США о бродяжничестве стали более ясными, точными и определёнными. После того, только пребывание в статусе бродяги стало наказываться по законам о бродяжничестве, а другие преступления наказывались по другим законам.
Запрет на бродяжничество и праздношатание, установленный в Чикаго, был в 1992 году признан Верховным судом США неконституционным, так же как подобный запрет в Джэксонвиле в 1972 г. (см. «Дело Папахристоу против Джэксонвиля»).
Тем не менее, новые местные законы в США позволили криминализировать наиболее агрессивные занятия бродяг, такие как навязчивое попрошайничество). В последние годы снова увеличилось количество правовых норм, криминализирующих бродяжничество и связанные с ним деяния. В некоторых городах и округах существуют так же муниципальные запреты на сидение и лежание (англ. sit-lie ordinances).
Некоторые из местных властей побуждают бродяг уйти вместо их ареста. Слово «бродяга» в употреблении было заменено на «бездомная личность» (англ. homeless person). Уголовное преследование за само бродяжничество встречается редко; чаще его заменяют преследованием за правонарушения, связанные с бродяжничеством, такие как праздношатание.
По сообщению ФБР, в 2005 году отмечено 24 359 случаев нарушения закона о бродяжничестве.

## Бродяжничество в законодательстве Франции
Во Франции отличительные черты бродяжничества — неимение определённого местожительства, средств существования и занятия, дающего возможность добыть оные. При наличности этих условий бродяжничество рассматривается как проступок, подлежащий наказанию. Мотивируется это, обыкновенно, тем, что люди без очага и промысла (фр. gens sans aveu, как выражается французское законодательство), существуя за счёт остального населения и ничем не связанные, представляют собой весьма опасный социальный элемент, доставляющий, как указывает уголовная статистика, самый большой процент всякого рода преступников.